# 半人馬座V817
半人馬座V817，又名CD-40 7128，HD 105521、SAO 223242、HR 4625，是半人馬座的一颗恒星，视星等为5.48，位于銀經294.39，銀緯20.93，其B1900.0坐标为赤經12h 3m 44.1s，赤緯-40° 20.93′ 29″。